# Саллі (округ, Південна Дакота)
Шаблон:StateAbbr_ 44°43′ пн. ш. 100°08′ зх. д. / 44.71° пн. ш. 100.13° зх. д.
Округ  Саллі (англ. Sully County) — округ (графство) у штаті  Південна Дакота, США. Ідентифікатор округу 46119.

## Історія
Округ утворений 1909 року.

## Демографія
За даними перепису 2000 року загальне населення округу становило 1556 осіб, усе сільське. Серед мешканців округу чоловіків було 799, а жінок — 757. В окрузі було 630 домогосподарств, 443 родин, які мешкали в 844 будинках. Середній розмір родини становив 2,99.
Віковий розподіл населення поданий у таблиці:
| Стать    | До 15 років | 15-21 | 22-29 | 30-39 | 40-49 | 50-65 | 65-85 | Понад 85 |
| -------- | ----------- | ----- | ----- | ----- | ----- | ----- | ----- | -------- |
| Чоловіки | 155         | 72    | 61    | 108   | 134   | 135   | 124   | 10       |
| Жінки    | 162         | 69    | 42    | 110   | 107   | 130   | 113   | 24       |

## Суміжні округи
- Поттер — північ
- Гайд — схід
- Г'юз — південь
- Стенлі — південний захід
- Дьюї — північний захід

## Виноски
1. ↑  US Decennial Census. US Census Bureau. Процитовано 28 березня 2015.
2. ↑  Historical Census Browser. University of Virginia Library. Архів оригіналу за 26 грудня 2013. Процитовано 28 березня 2015.
3. ↑  Forstall, Richard L., ред. (27 березня 1995). Population of Counties by Decennial Census: 1900 to 1990. US Census Bureau. Процитовано 28 березня 2015.
4. ↑  Census 2000 PHC-T-4. Ranking Tables for Counties: 1990 and 2000 (PDF). US Census Bureau. 2 квітня 2001. Процитовано 28 березня 2015.
5. ↑  State & County QuickFacts. Бюро перепису населення США. Архів оригіналу за 7 червня 2011. Процитовано 28 листопада 2013. [Архівовано 2011-06-07 у Wayback Machine.](англ.) Наведено за англійською вікіпедією.
6. ↑  American FactFinder. Бюро перепису населення США. Архів оригіналу за 26 лютого 2012. Процитовано 31 січня 2008. [Архівовано 2008-05-21 у Wayback Machine.]

| США | Це незавершена стаття з географії США. Ви можете допомогти проєкту, виправивши або дописавши її. |